# Коронавірусна хвороба 2019 у Лівії
Коронаві́русна хворо́ба 2019 у Лі́вії — розповсюдження пандемії коронавірусу територією Лівії.
Перший випадок появи коронавірусної хвороби було виявлено на території Лівії 24 березня 2020 року.
Лівія вважається особливо вразливою до епідемії через триваючу громадянську війну та важку гуманітарну ситуацію.
Станом на 25 березня 2020 року, нових випадків зафіксовано не було.

## Хронологія
24 березня 2020 року було повідомлено про перший випадок появи коронавірусу у Лівії, інфікованого виявили у столиці країни — Триполі. Міжнародно визнаний уряд у Триполі на заході, і суперницька адміністрація з Бенгазі на сході, скасували закордонні поїздки та обіцяли виділити ресурси для майже зруйнованої під час війни системи охорони здоров'я.